# Conseil suprême de guerre (Japon)
Pour les articles homonymes, voir Conseil suprême de guerre.
Le Conseil suprême de guerre du Japon (軍事参議官会議, Gunji sangikan kaigi) fut créé pendant les premières années du gouvernement de Meiji dans le but de renforcer l'autorité de l'État. Le premier à sa tête fut Aritomo Yamagata (1838–1922), un natif du domaine de Chōshū qui fut le fondateur de l'armée impériale japonaise et qui deviendra le premier ministre constitutionnel. Le Conseil suprême de guerre fut copié sur le modèle de l'état-major allemand avec un chef qui avait un accès direct à l'empereur et qui pouvait fonctionner indépendamment du ministère de l'armée et des fonctionnaires civils. C'était en théorie le cabinet de facto de l'empire du Japon avant la seconde guerre sino-japonaise.

## Conférence de liaison
À partir de novembre 1937 et suivant les ordres de l'empereur Hirohito, le conseil suprême de guerre fut remplacé par le quartier général impérial et la conférence de liaison du gouvernement. Celle-ci avait pour but de permettre aux chefs de l'armée et de la Marine de s'entretenir plus étroitement avec le gouvernement, et d'aider à accorder les décisions et les besoins du quartier-général impérial avec les ressources et les politiques du gouvernement.  Les décisions finales de la conférence de liaison étaient officiellement communiquées et approuvées lors des conférences impériales que l'empereur présidait lui-même au palais impérial de Tokyo. 
Parmi les membres se trouvaient : 
- l'empereur du Japon
- le premier ministre
- le ministre des Affaires étrangères
- le ministre de la Guerre
- le ministre de la Marine
- le chef de l'armée
- le chef de la Marine.

À la veille de l'attaque de Pearl Harbor, les membres les plus importants de la conférence étaient :
- l'empereur Hirohito
- le premier ministre : Hideki Tōjō
- le ministre des Affaires étrangères : Shigenori Tōgō
- le ministre de la Guerre : le général Hideki Tōjō
- le ministre de la Marine : l'amiral Shigetarō Shimada
- le chef de l'armée : le général Hajime Sugiyama
- le chef de la Marine : l'amiral Osami Nagano.

## Conseil suprême pour la direction de la guerre
En 1944, le premier ministre Kuniaki Koiso créa le Conseil suprême pour la direction de la guerre (Saikō sensō shidō kaigi) qui remplaçait le Conseil suprême de guerre. À la fin de la guerre, le 14 août 1945, ce conseil était composé du :
- premier ministre : l'amiral Kantarō Suzuki (favorable à la capitulation du Japon)
- ministre des Affaires étrangères : Shigenori Tōgō (favorable à la capitulation du Japon)
- ministre de la Guerre : le général Korechika Anami (opposé à la capitulation du Japon)
- ministre de la Marine : l'amiral Mitsumasa Yonai (favorable à la capitulation du Japon)
- chef de l'armée : le général Yoshijirō Umezu (opposé à la capitulation du Japon)
- chef de la Marine : l'amiral Soemu Toyoda (opposé à la capitulation du Japon)

Le nombre de partisans et d'opposants à la capitulation du Japon étant exactement le même (3) au sein du Conseil à la suite des bombardements atomiques d'Hiroshima et de Nagasaki, c'est Hirohito qui trancha en faveur de cette dernière selon le témoignage fourni par Kōichi Kido à la commission mise en place par MacArthur pour exonérer l'empereur Shōwa de tout crime de guerre (opération Blacklist).  